# 司馬龍生
司馬 龍生（しば りゅうしょう）は落語の司馬派の名跡。司馬派の祖。
初代三遊亭圓生門下の初代司馬龍生を祖とする司馬派は、江戸時代において隆盛を極めたが、明治時代以降は衰え、龍生の名跡を襲名する者は50年以上現れていない。現在、司馬派の名跡を継ぐ落語家は土橋亭里う馬がいるのみ。なお、この名跡は三遊亭司が預かっている。
4代目は2人確認されているが同時に存在したわけではない。
因みに司馬派の名跡は、上記の土橋亭里う馬以外に司馬龍蝶、司馬龍斎、司馬斎次郎、登龍亭鱗蝶、司馬龍我、司馬龍女などがある。なお、2020年に名古屋拠点の落語家4名登龍亭獅篭、登龍亭幸福らが襲名した登龍亭は司馬派が使用していた亭号に由来する。
- 2代目司馬龍生 - 後の初代土橋亭里う馬。
- 7代目司馬龍生 - 後の7代目土橋亭里う馬。

## 初代
司馬 龍生（生没年不詳） -  初代三遊亭圓生の門人で三遊亭圓盛といい、さらに司馬雲亭から司馬龍生となった。経歴などはあまりよく伝わっていない。
弟が三笑亭世楽といった。弟子に初代司馬龍蝶「目玉の龍蝶」、初代桃月庵雛太郎、初代司馬龍斎、2代目龍生（後の初代土橋亭里う馬）らがいた。

## 3代目
司馬 龍生（生年未詳 - 1850年8月03日） - 初代船遊亭扇橋の門人で入船（または萬笑亭）扇幸から天保期には初代土橋亭里う馬の門下で土橋亭扇好となり天保半ば？に3代目龍生を継いだ。
妻は女髪結いのきくといい龍生没後、弟子の2代目柳亭左楽の妻になった。
没後日暮里に「米の飯食うや乞食も花のもと」と刻まれた碑を残したという。
弟子に4代目龍生、龍我（後の2代目柳亭左楽）、龍女（後の2代目瀧川鯉橋「ズイコ」）らがいた。

## 4代目
4代目は2人存在している。
1人目
4代目？ 司馬 龍生（生没年不詳） - 後の3代目土橋亭里う馬。
2人目
4代目 司馬 龍生（生没年不詳） -  2代目柳亭佐楽（左楽とは別人）の門下で佐喜次郎、天保の末に2代目司馬龍生（後の初代土橋亭里う馬）の門下で、龍女、嘉永時代には3代目扇好となり嘉永の末に4代目龍生を継いだ。1852年5月に剃髪して正覚坊を名乗る。さらに花枝坊佐喜丸を名乗った。

## 5代目
（ - 1879年7月）
俗称を豊次郎（豊吉とも）いい、外神田旅籠町の生まれで鮨屋を業とした。1855年3月21日に三遊亭圓朝（圓朝にとって一番弟子）の門に入り橘家圓三から文久元年ころに栄朝となり、明治初年？に2代目橘家圓太郎を襲名した。
このころからあだ名を「鮨屋（すし屋）の圓太郎」といった。1878年ころに5代目司馬龍生を継いだ。1879年7月に越後で当時流行していたコレラで静養中に火事で死去した。

## 6代目
6代目 司馬 龍生（1845年2月 - 明治20年代没？）、本名:永島 勝之助。
- 安政末ころに5代目桂文治の門で文勇。
- 万延頃に2代目三升亭小勝の門で三升亭勝之助。
- そののち2代目三升家勝蔵となる。
- 自立し三升家東里となる。
- のちに登龍亭麟生と改名。
- 三遊亭圓朝の門で初代三遊亭圓窓となる。
- その後三遊亭圓丈となった。
- まもなくして1881年ころに6代目司馬龍生を襲名。
- 1886年に宝集家金之助（本名:笹川たみ）と上方に駆け落ちする。
- 1888年に帰京し4代目三遊亭圓生の身内になる。
- 1889年ころに柳派に移って柳窓となる。
- 1892年以後に2代目麗々亭柳昇となった。

## 8代目
8代目司馬 龍生（1860年1月 - 大正末ころ没？）。
- 明治10年代末、俗に初代三遊亭圓遊「ステテコの圓遊」の門で三遊亭遊楽。
- 1901年7月、三遊亭志う雀となる。
- 1902年、雀家志う雀に改名。
- その後竹の家志う雀に改名。
- 1910年6月、8代目司馬龍生を継ぐ。
- 1915年、5代目三升家小勝の門で三升亭志う雀に改名した。

## 9代目
9代目 司馬 龍生（1883年4月15日 - 1946年3月26日） - 本名:浦島四郎。
- 4代目橘家圓喬の門で橘家花喬を名乗る。
- 4代目春風亭柳枝の門で5代目春風亭栄枝となる。
- 1911年に柳亭小燕路に改名。
- 1916年に柳亭圓吉。
- 1918年3月に三遊亭桃生となる。
- 1919年
  - 4月に三遊亭桃昇に改名。
  - 同年7月に三遊亭柳都となる。
- 1920年12月に三遊亭柳生となった。
- 1924年6月に9代目司馬龍生を継ぐ。
- 大正時代は何度も改名し三遊派、演芸会社、誠睦会、睦会などを転々、不遇であった。
- 昭和に入り2代目広沢虎造の一座で指南役（マネージャー）として活動していた。
  - 虎造の演目には龍生のアドバイスで演じられた物も多い。